# 小堀研一
小堀 研一（こぼり けんいち、1951年 - ）は、日本の電子工学者・情報工学者。大阪工業大学名誉教授。工学博士（大阪府立大学）。CG-ATRS協会元運営委員。情報処理学会グラフィクスとCAD研究運営委員会元委員。日本設計工学会出版部会元編集委員。芸術科学会第20回NICOGRAPH論文コンテスト実行委員。
専門は、コンピュータグラフィックス(CG)・バーチャルリアリティ(VR)・画像処理、CAD/CAMシステム。

## 経歴
大阪府立大学（現：大阪公立大学）大学院工学研究科にて工学博士（大阪府立大学）。1975年シャープコンピュータシステム研究所で三次元CAD/CAMの研究開発に従事。1991年大阪工業大学工学部電子工学科（現在の電子情報システム工学科）助教授として着任。1995年同学科教授。1996年情報科学部情報処理学科教授。2002年同学部情報メディア学科教授を経て、2011年情報科学部長および情報科学研究科長。2018年同大学副学長。2021年同大学名誉教授。
大阪工業大学工学部・情報科学部にて30年の長きに渡り教鞭を執り、特に1996年新設された情報科学部の教育プログラム「SE能力開発のためのスパイラル型情報教育」の推進に貢献した。
主な所属学会は、情報処理学会、画像電子学会、映像情報メディア学会 、日本設計工学会、ヒューマンインタフェース学会、電子情報通信学会など。主な受賞は、日本設計工学会論文賞、第20回NICOGRAPH論文コンテスト2004最優秀論文賞など。

## 主な著書
- 演習で学ぶコンピュータグラフィックス基礎（共立出版2011、学術書）
- コンピュータグラフィックス概論（共著、共立出版2003、学術書）
- 徹底攻略CG検定3級（共立出版2001、学術書）
- 映像情報メディアハンドブック（共著、オーム社2000、学術書）
- CAD・CGステップアップ用語集 : ビジュアル解説（共著、工業調査会1997、学術書）

## 主な研究
- 三次元コンピュータグラフィックスに関する研究
- バーチャルリアリティを用いた三次元CGに関する研究
- モーションキャプチャデータの類似検索に関する一手法
- 点群データを用いた高速な点描画風レンダリング手法
- マーチングキューブ法の規則性を利用した等値面データの情報源符号化
- 空間分割モデルを用いた3次元モルフォロジーフィルタ[6]
- 総合三次元CAD/CAMシステム[7]

指導する大阪工業大学情報メディア学科生が、CG-ARTS検定の1つ「CGエンジニア検定ベーシック」（2014年度前期）において、受験者の中で最優秀の成績を収め、2年連続で「文部科学大臣奨励賞」を受賞している。